# Stenstjärnet (Dals-Eds socken, Dalsland)
Stenstjärnet är en sjö i Dals-Eds kommun i Dalsland och ingår i Enningdalsälvens huvudavrinningsområde. Stenstjärnet ligger i Trestickla-Boksjön Natura 2000-område.